# Fjodor Gennadjewitsch Krascheninnikow

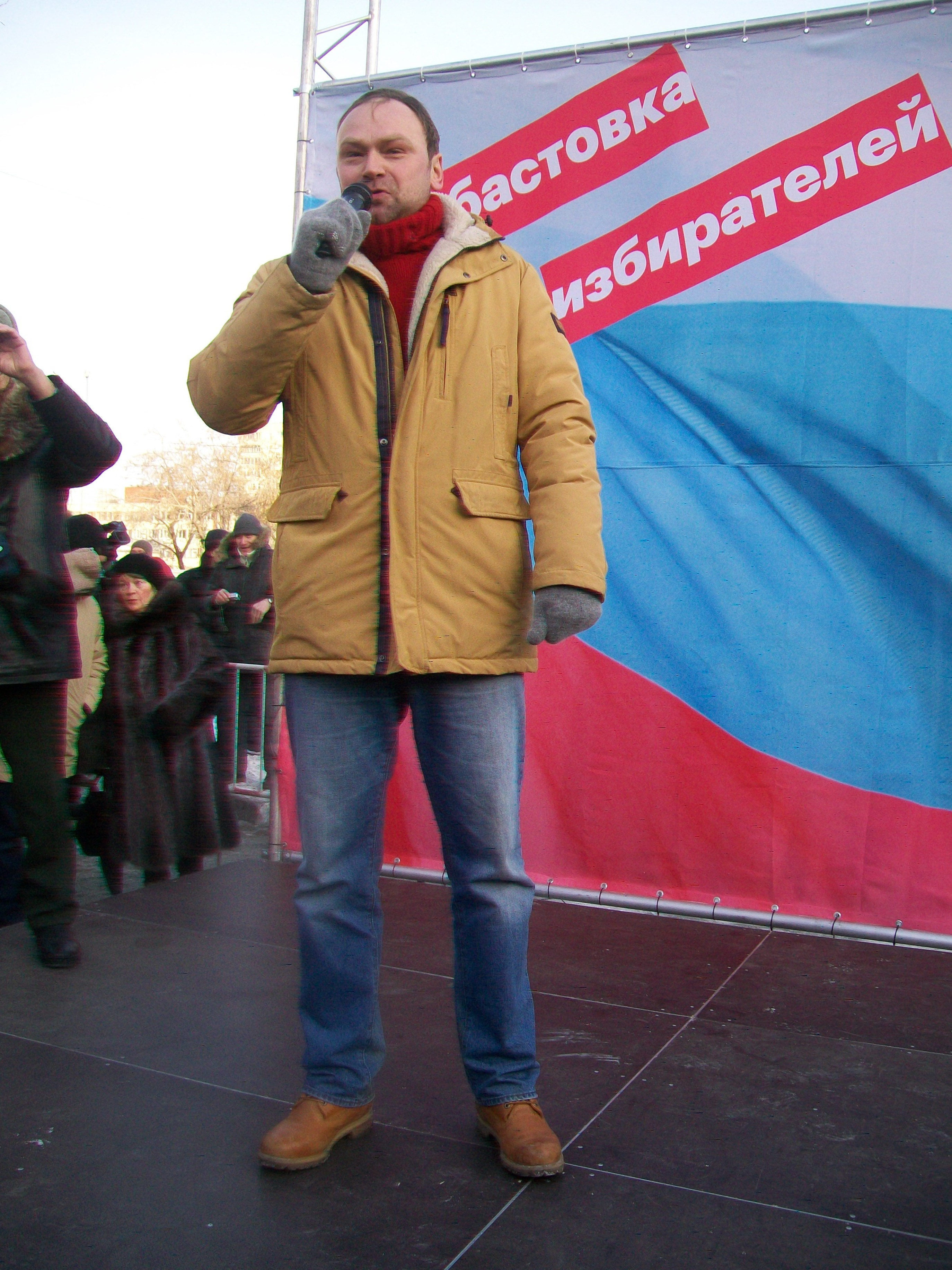
Fjodor Gennadjewitsch Krascheninnikow

Fjodor Gennadjewitsch Krascheninnikow (russisch Фёдор Геннадьевич Крашенинников; geboren am 16. Juli 1976 in Almaty, Kasachische SSR) ist ein russischer Politologe und Publizist, der nach einer zweiten Verurteilung wegen Beleidigung der Staatsgewalt im Jahr 2020 ins Exil gehen musste.

## Leben, Werk
Krascheninnikow studierte an der Staatlichen Gorki-Universität des Uralgebiets in Jekaterinburg und schloss sein Studium 1998 ab. Danach blieb er in Jekaterinburg und arbeitete als Kommentator, Herausgeber und Berater für führende Medien. Seit Mitte der 1990er Jahre engagierte er sich zivilgesellschaftlich in verschiedenen Themenfeldern. Ab 2003 war er Chefredakteur der von ihm mitgegründeten Nachrichtenagentur Politsowjet in Jekaterinburg. Er war auch überregional tätig, beispielsweise für den Radiosender Echo Moskwy. Über Facebook bzw. seinen Telegram-Kanal erreichte er mehrere Tausend Follower. Von 2013 bis 2018 war der Regimekritiker Jewgeni Roisman Bürgermeister von Jekaterinburg, entsprechend offen das Klima in der Stadt damals. Gemeinsam mit Leonid Wolkow, dem Strategieberater von Alexei Nawalny, verfasste er das Buch Bewölkte Demokratie. Nach einer zweiten Verurteilung wegen Beleidigung der Staatsgewalt musste Fjodor Krascheninnikow 2020 sein Heimatland verlassen.
Heute lebt er in Litauen und arbeitet als Journalist und Russland-Experte.

## Zitat
„Putin braucht den Krieg gegen die Ukraine aus demselben Grund, wie er die Attentate auf seine Kritiker, die Repressionen, die Verfassungsänderungen und den Abbau der Demokratie braucht – zum Machterhalt und um zu verhindern, dass irgendjemand anderer als der von ihm auf dem Sterbebett eingesetzte Erbe die Macht erhalten wird.“

## Artikel in deutscher Sprache
Folgende Artikel wurden, übersetzt aus dem Russischen, auf Deutsch veröffentlicht bzw. nachgedruckt:
- Was der Sacharow-Preis für Nawalny bedeutet, Russland verstehen, 16. Dezember 2021
- Sanktionen – Bitte nicht zu viel erwarten!, Republic, 2. März 2022 (hier wiedergegeben auf der Website Dekoder)
- Putins Sieg mitdenken – Herausforderung für Europa, Heinrich-Böll-Stiftung, 29. April 2022
- Wie der Siegestag verfälscht wurde, Russland verstehen, 5. Mai 2022
- Putins Hass, Der Spiegel, No. 34/2022, S. 84f.
- Wenn Putin stürzt, Heinrich-Böll-Stiftung, 24. August 2022

## Artikel in russischer Sprache
- Demokratie und Menschenrechte, Friedrich-Ebert-Stiftung, September 2022